# Babindol
```

```

Babindol (hongrois : Babindál) est un village de Slovaquie situé dans la région de Nitra.

## Histoire
Première mention écrite du village en 1271.

## Démographie

### Évolution de la population
| Année:               | 1994. | 2004. | 2014.    | 2024.   |
| -------------------- | ----- | ----- | -------- | ------- |
| Nombre de personnes: | 0     | 650   | 727      | 768     |
| Différence:          |       | –     | +11,84 % | +5,63 % |

| Année:               | 2023. | 2024.   |
| -------------------- | ----- | ------- |
| Nombre de personnes: | 773   | 768     |
| Différence:          |       | -0,64 % |